# Thecodiplosis brachynteroides
Thecodiplosis brachynteroides är en tvåvingeart som först beskrevs av Osten Sacken 1862.  Thecodiplosis brachynteroides ingår i släktet Thecodiplosis och familjen gallmyggor.
Artens utbredningsområde är District of Columbia. Inga underarter finns listade i Catalogue of Life.